# Mar Menor
Mar Menor (doslova menší moře) je laguna Středozemního moře se slanou mořskou vodou, která se nachází v regionu Murcia na jihovýchodním pobřeží Španělska. Jde o největší španělskou lagunu, jejíž ekologické hodnoty v poslední době vedly k ochraně několika způsoby, včetně zařazení na Ramsarský seznam mezinárodně významných oblastí. Díky svým zvláštnostem je velmi významnou turistickou destinací v rámci letní a plážové turistiky. V roce 2019 nabízel Mar Menor téměř polovinu hotelových lůžek v regionu, z nichž většina (60 %) se nachází v La Manga del Mar Menor.
V letech 2020 a 2021 se na březích Mar Menoru objevily tuny mrtvých ryb v důsledku tzv. anoxie, přírodní katastrofy, spojené se zhoršením ekologického stavu laguny, která je vážně ohrožena procesem eutrofizace.

## Geografie
Jde o albuferu, katalánský termín pro lagunu, která je na rozdíl od pobřežní laguny v neustálém spojení se Středozemním mořem prostřednictvím různých kanálů nebo strží, zatímco pobřežní laguny jsou izolované.
Mar Menor má půlkruhový tvar a od Středozemního moře ho odděluje písečný pás dlouhý 22 km a široký 100 až 1200 m, známý jako La Manga del Mar Menor. Tvoří pás pobřeží v délce 73 km, s řadou pláží s kdysi průzračnou vodou (od poloviny roku 2010 s proměnlivým zákalem) a mělkou vodou (maximální hloubka nepřesahuje 7 m) a rozlohu 135 km².
V jižní části se nachází pět ostrovů nebo ostrůvků sopečného původu: tři z nich jsou tzv. větší ostrovy: Isla Perdiguera, Isla Major nebo Isla Baron a Isla del Ciervo; a dva menší ostrovy: Isla Redonda nebo Isla Rondella a Isla del Sujeto.

Od severu k jihu patří pobřeží Mar Menor obcím San Pedro del Pinatar (části Lo Pagán a Los Cuarteros), San Javier (části Santiago de la Ribera) a většina La Mangy, Los Alcázares a Cartagena (části El Carmolí, Los Urrutias, Los Nietos, Islas Menores, Mar de Cristal, Playa Honda, Playa Paraíso a část La Mangy), která je obcí s největší částí pobřeží Mar Menor.

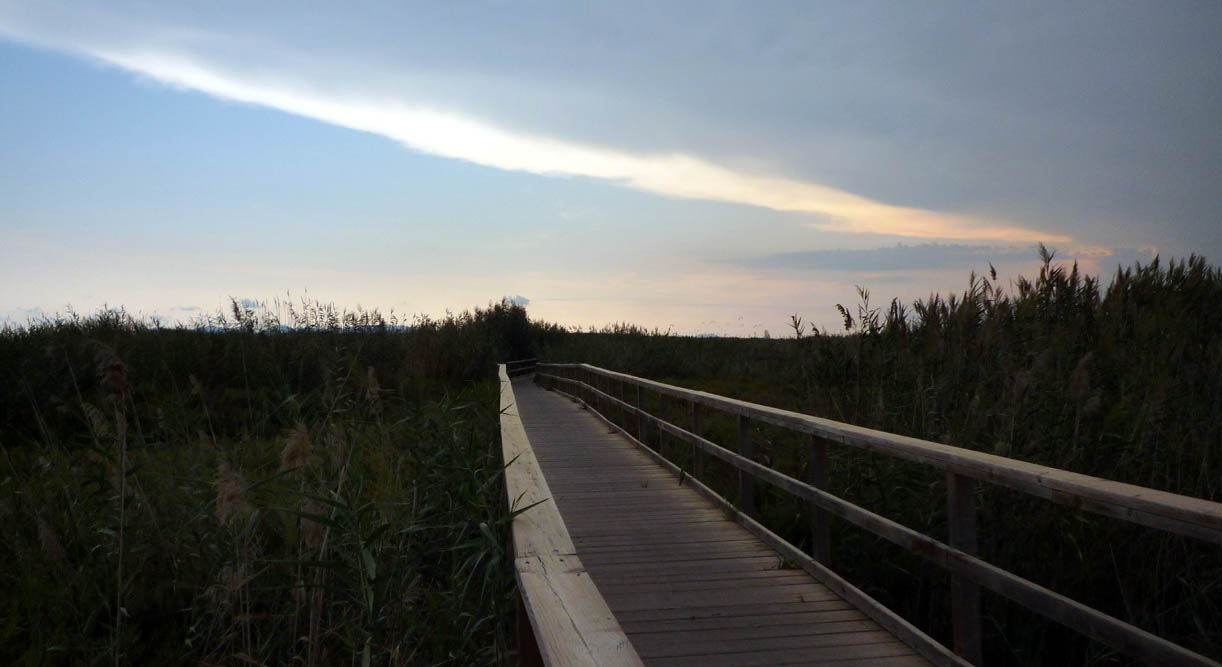
Chráněná oblast pláže La Hita.
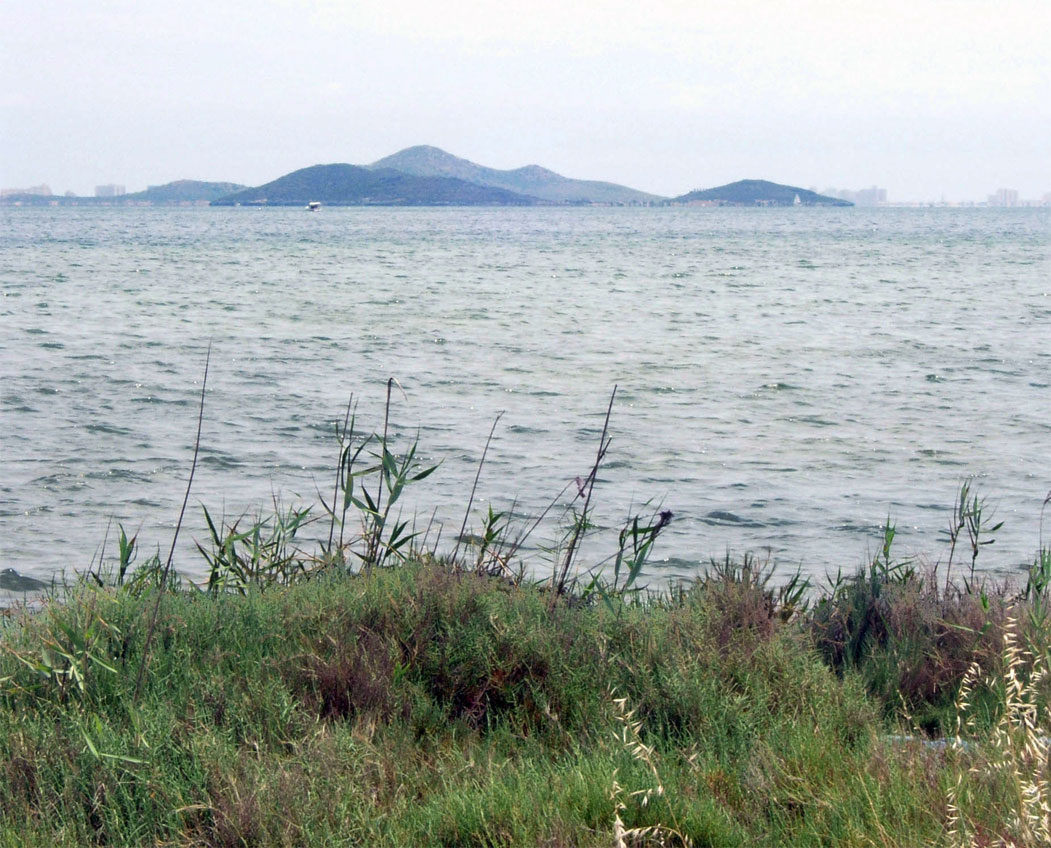
Pohled na ostrovy Perdiguera a Mayor.
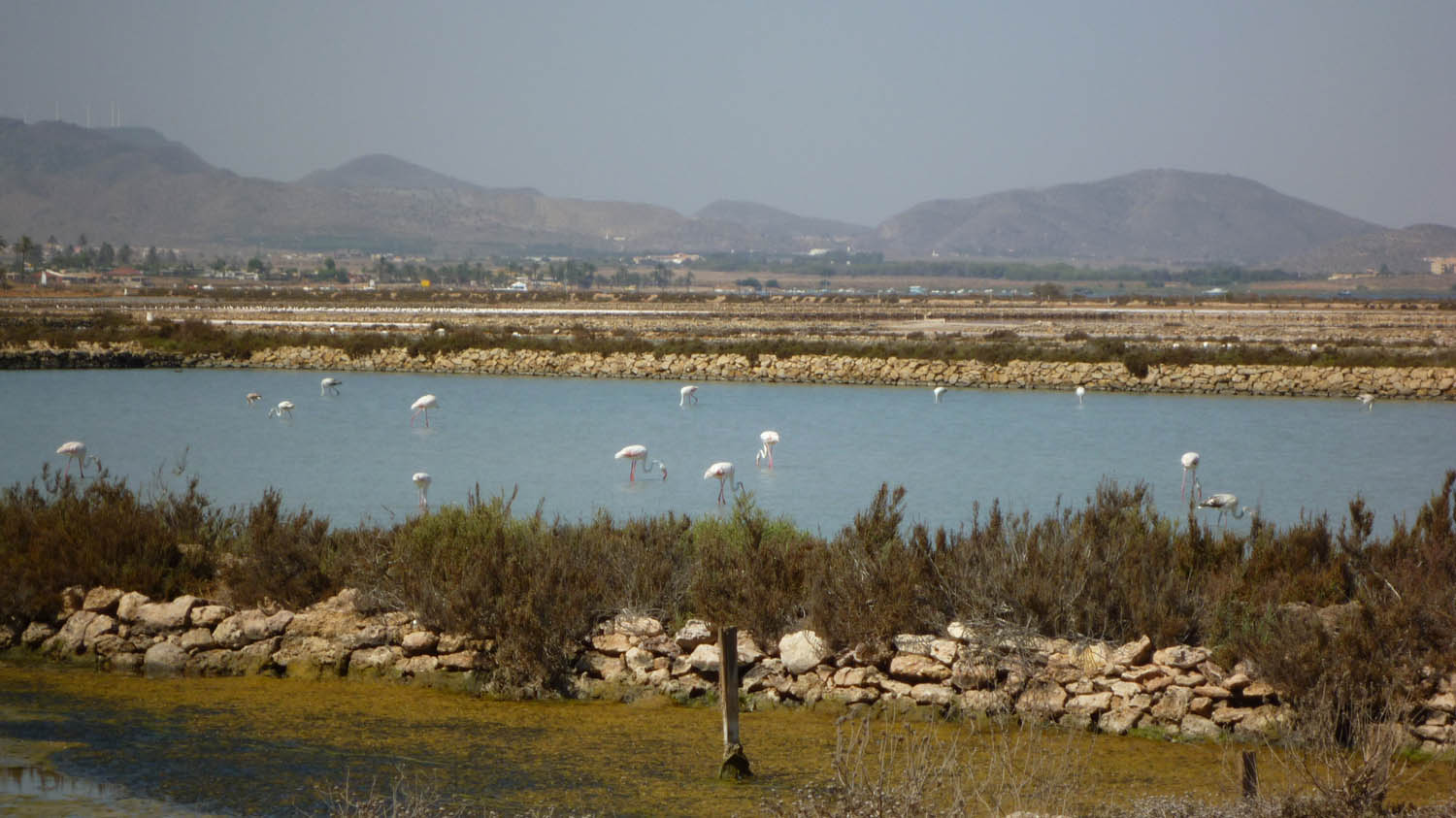
Plameňáci růžoví v solných pláních Marchamalo.

### Podnebí
Mar Menor má suché středomořské klima odpovídající kódu BSk Köppenovy klimatické klasifikace. Průměrná roční teplota se pohybuje mezi 17–18 °C, zimy jsou mírné a léta horká, s teplotami od 16 °C do 5 °C v lednu a od 30 °C do 21 °C v srpnu, a přestože jsou teplotní extrémy mírněny vlivem moře a větrného režimu, mohou se v létě občas blížit 40 °C a v zimě klesat pod 0 °C. Absolutní extrémy na letišti San Javier severně od laguny se pohybují od maxima 40,5 °C 12. července 1961 do −5,4 °C 26. prosince 1970.
Průměrný roční úhrn srážek je více než 300 mm, obvykle se koncentrují do několika dnů, hlavně v zimě, na jaře a zejména na podzim, a mohou přijít přívalové deště při poklesu teploty, s hodnotami přes 100 mm za méně než 24 hodin, což způsobuje povodně a záplavy. Maximální množství srážek za jeden den 330 mm bylo zaznamenáno 4. listopadu 1987 na letišti San Javier. Sněhové přeháňky jsou sice vzácné, ale přesto mohou v mimořádně chladném počasí přijít. V lednu 1957 byly zaznamenány dva dny sněhu a 27. ledna 2005 pokryl sníh Cabo de Palos a pláže La Manga.
Na jaře a zejména v létě vane obvykle východoseverovýchodní vítr, který má významný vliv na mořský vánek, jenž v létě rovněž zmírňuje maximální teploty. Podzim je přechodným obdobím, kdy žádný směr jasně nedominuje. Ke konci podzimu a v zimě se vítr obrací na západ. Maximální náraz větru, zaznamenaný 28. ledna 1951 na letišti v San Javier, je 134 km/h.
Co se týče ročního slunečního svitu, letiště San Javier vykazuje v průměru 2621 hodin slunečního svitu za rok.

## Historie

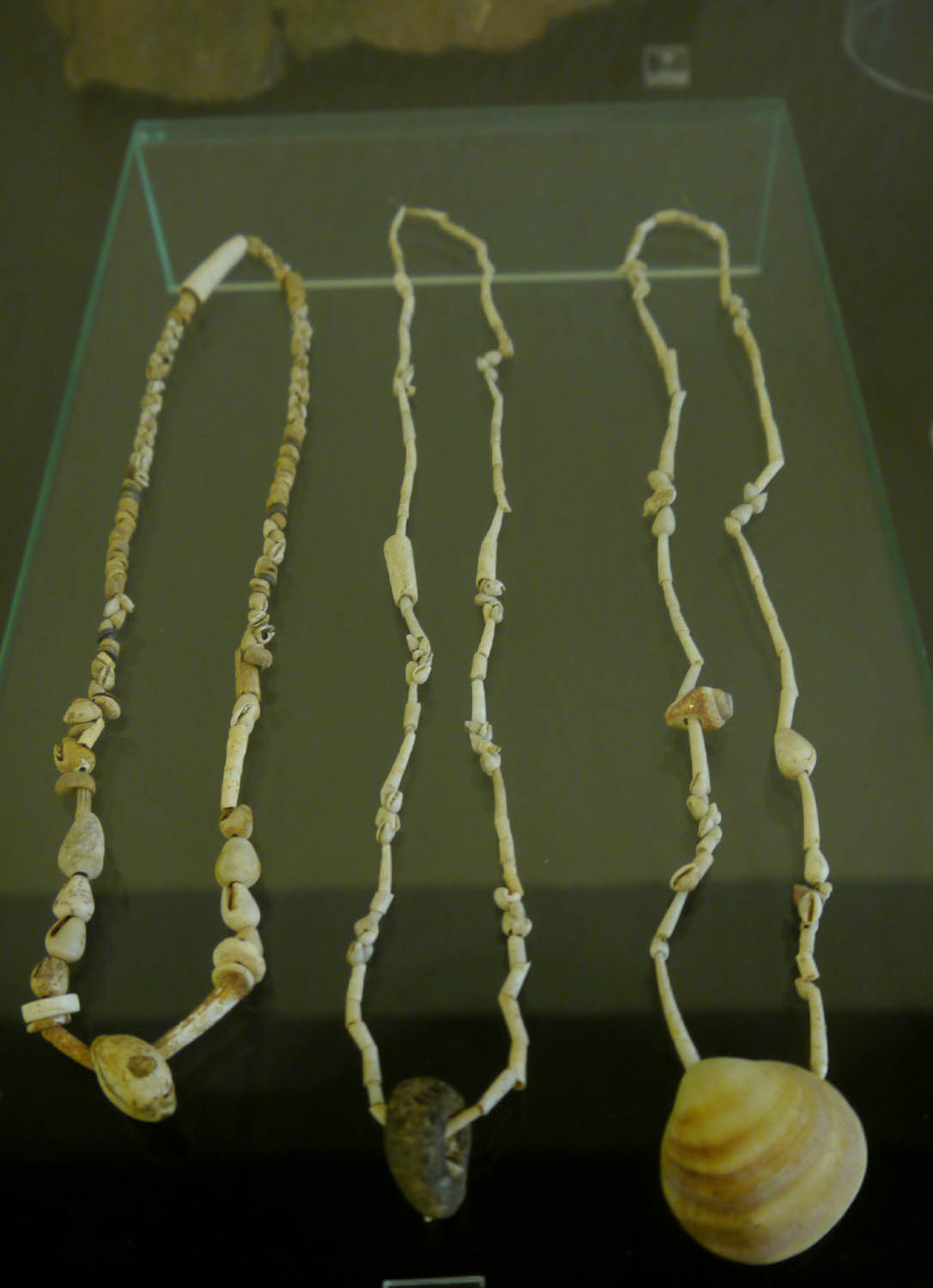
Náhrdelník z lokality Las Amoladeras v Městském archeologickém muzeu v Cartageně.

Lidské osídlení oblasti sahá až do paleolitu; nejvýznamnější prehistorická enkláva Las Amoladeras (z doby měděné) měla kruhová obydlí a hlavní činností obyvatel byl rybolov. Na druhou stranu je zde více informací o římských a arabských osadách. V římských dobách se Mar Menor nazýval Belich a byl zaměřen na solný průmysl a námořní dopravu. Byl také využíván jako přístav, i pro těžké lodě, protože hloubka byla v té době větší.
V pozdějších arabských osadách se stavěly hráze, jejichž jediný současný příklad ve Středomoří se nachází v San Pedro del Pinatar. Ve 13. století, kdy Alfons X. dobyl Murcijské království, obývalo okolí laguny jen několik pastýřů a rybářů, kteří čelili častým nájezdům barbarských pirátů ze severní Afriky. V roce 1266 nařídil Alfons X., aby situaci vyřešil, že obyvatelé Murcie budou v případě maurského vylodění povinni pomoci svým pobřežním sousedům. Napadení lidé vysílali ze strážních věží kouřové signály, které se opakovaly, dokud nedosáhly věže kostela Santa Catalina, jejíž obyvatelé varovali Murciany před útoky a vyzvali je k návratu na pobřeží moře.
Díky pobídkám, které regionu poskytl Alfons X., se v oblasti usadili šlechtici a rytíři z Aragonie, Katalánska a Murcie. Jména těchto rodin dala vzniknout názvům některých vesnic, jako jsou Torre-Pacheco, Roldán a Lo Pagán. Dobové kroniky, jako například Libro de la montería, vyprávějí o bohatství fauny a kraje Mar Menor.
Po znovudobytí Granady pokračovaly útoky Berberů na pobřeží, a tak Karel V. a Filip II. nařídili postavit tři věže v La Manga a další v Cabo de Palos. Neustálá lidská činnost v oblasti způsobila, že na konci středověku zmizely rozsáhlé porosty borovice, dubu cesmínového a dalších druhů dubu.

## Ramblas
Ramblas, které tečou do Mar Menor, jsou od severu k jihu: 
- Rambla de Cobatillas
- Rambla de Los Alcázares
- Rambla del Albujón, do které vtéká kanál D7, se tak stala umělou řekou (nepřetržitý proud vody, který do Mar Menoru vypouští 500 litrů za sekundu).
- Rambla de Miranda
- Rambla del Miedo
- Rambla de Las Matildes
- Rambla del Beal
- Rambla de Ponce
- Rambla de la Carrasquilla[8]

## Ramsarská úmluva
Lagunu a okolní mokřady označila OSN za zvláště chráněnou oblast středomořského významu (Barcelonská úmluva). Jedná se o mokřad RAMSAR číslo 706.

## Chráněná území

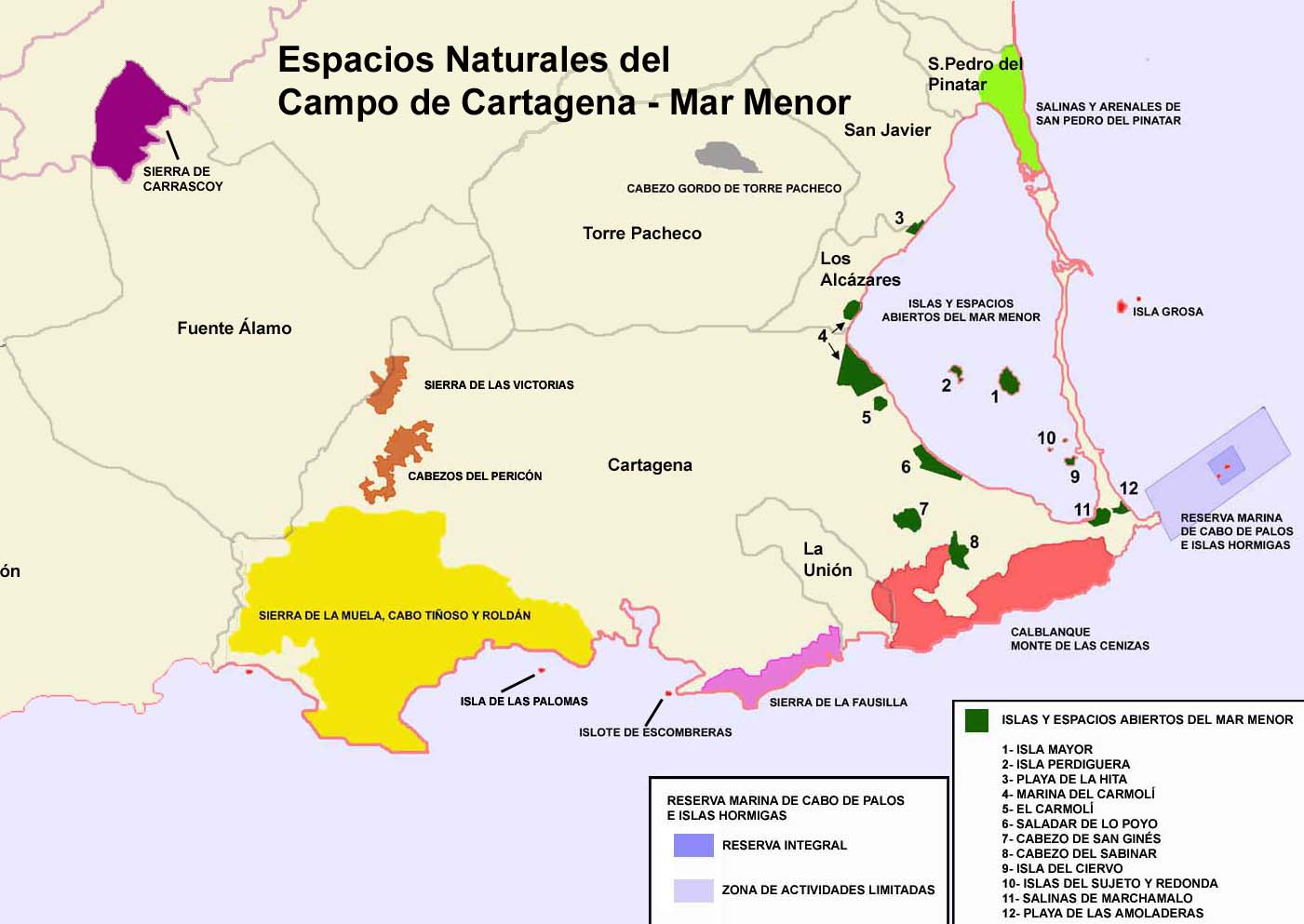
Chráněné přírodní oblasti Campo de Cartagena a Mar Menor.

- Salinas y Arenales de San Pedro del Pinatar: Severně od La Manga del Mar Menor, v obci San Pedro del Pinatar. Chráněno jako přírodní park a ptačí oblast.
- Otevřená prostranství a ostrovy Mar Menor: V této oblasti je chráněno pět sopečných ostrovů laguny: Isla Perdiguera, Isla Mayor neboli Isla Baron, Isla del Ciervo, Isla Redonda neboli Isla Redondella a Isla Sujeto, stejně tak oblasti salin Lo Poyo, El Carmolí (Cabezo včetně přístavu), pláž La Hita, Cabezo de San Ginés a saliny Marchamalo.
- Isla Grosa (ostrov Grosa), který je sopečného původu stejně jako ostrovy v území Mar Menor, je rovněž chráněn v rámci přírodního parku Ostrovy a ostrůvky středomořského pobřeží.

## Problémy životního prostředí

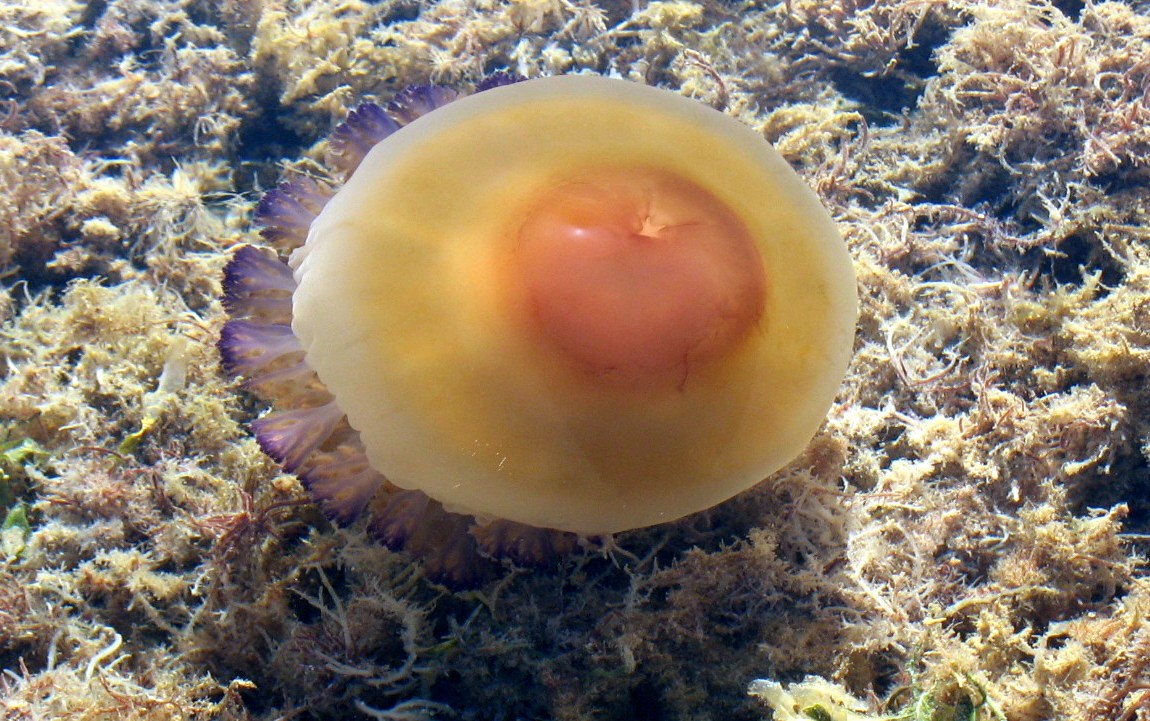
Cotylorhiza tuberculata, jedna z medúz Mar Menor.

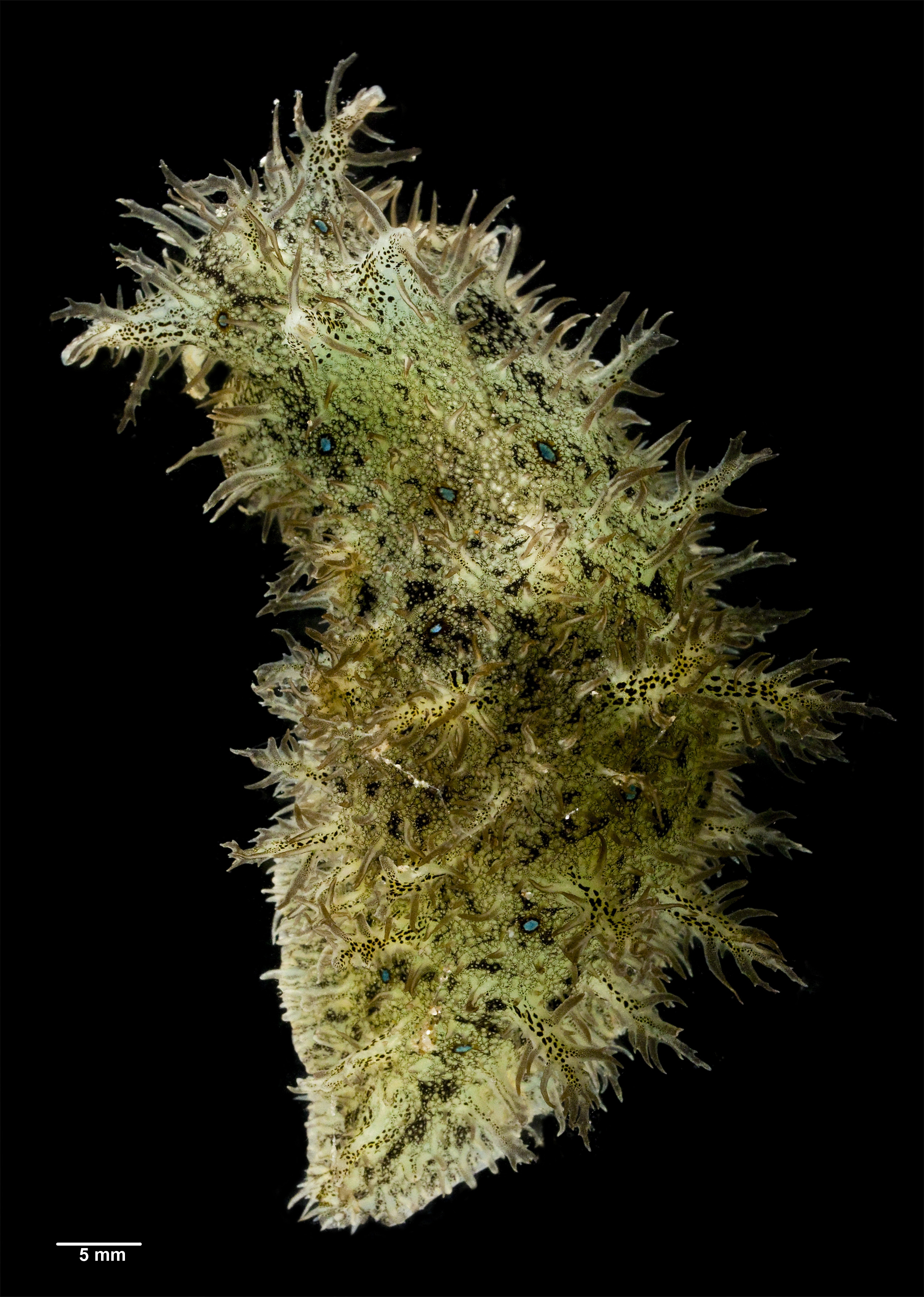
Bursatella leachii, škodlivý mořský plž v Mar Menor

Rovnováha ekosystému Mar Menor je velmi křehká. Přestože byl v roce 1987 přijat zákon na ochranu laguny a jejího okolí, jeho nedodržování a následné zrušení v roce 2001 vedlo k mimořádnému zhoršení ekologických problémů této přírodní oblasti z následujících důvodů:
- Propust středomořské vody do Mar Menor: Rozšíření a prohloubení kanálu Estacio v roce 1973, které mělo umožnit proplouvání lodí ze Středozemního moře do vnitrozemské laguny, konkrétně do přístavu Tomás Maestre. Z toho důvodu se v roce 1979 zavázalo ministerstvo veřejných prací obnovit způsobené škody a dodržet tak pobřežní zákon, podle něhož musí být vše uvedeno do původního stavu, čehož se nikdy nedosáhlo a radikálně změnilo salinitu a teplotu vody.[10]
- Laguna se zanáší (zmenšuje se její plocha a hloubka) v důsledku sedimentů z důlní činnosti a odlesňování okolí ramblas, sedimenty se vlévají do Mar Menor.
- Znečištění způsobené živinami, zejména dusičnany, z rozšiřování vyživovaného zemědělství v okolí laguny, které jsou odnášeny ramblas a přicházejí podzemními zdroji z oblasti Campo de Cartagena (vodonosná vrstva oficiálně znečištěná dusičnany od roku 2001), což způsobuje zvýšení koncentrace organických látek, zejména fytoplanktonu (mikrořas), a tím urychluje procesy eutrofizace. Na jaře a v létě roku 2016 došlo k obrovskému nárůstu fytoplanktonu, který zbarvil vodu do tzv. zelené polévky, a zabránil tak přístupu světla ke dnu s výjimkou pobřeží, což způsobilo zánik 85 % porostů mořské trávy.
- Vypouštění zemědělských odpadních vod (nasycených dusičnany) z pobřežních obcí, zejména prostřednictvím tzv. Rambla del Albujón.
- Zaplnění pobřeží městy a změna přírodních podmínek výstavbou silnic, bagrováním přístavů, kanálů, umělou obnovou pláží a infrastruktur souvisejících s cestovním ruchem.[11]
- Znečištění ropnými látkami z motorových plavidel a narušování dna rychlými plavidly, jako jsou vodní skútry.

- Změny v ekosystémech. Tyto změny environmentálních podmínek v laguně způsobily obrovské změny v ekosystémech, druzích a rybolovných zdrojích. Dříve běžné druhy, z nichž některé mají velkou hospodářskou hodnotu, jako například úhoři a krevety, a jiné, jako například mořští koníci, zmizely nebo se jejich počet mimořádně snížil, zatímco jiné, jako například mořská řasa Caulerpa prolifera,[12] která nyní pokrývá 95 % písečného dna, a medúzy Rhizostoma pulmo a Cotylorhiza tuberculata, které se v některých letech staly zjevnou pohromou nárůstu milionů jedinců, ale přesto filtrovaly vodu a snižovaly tak množství fytoplanktonu a tlumily eutrofizaci, jejímž byly důvodem.[13][14]

- Invazní druhy. Po otevření kanálu Estacio a masivním přílivu vody ze Středozemního moře se do oblasti dostaly některé druhy, které nejsou původně středomořské. Byla zjištěna přítomnost kraba modrého (Callinectes sapidus)[15] z amerického pobřeží Atlantiku a z Rudého moře Bursatella leachii, plž dorůstající délky 10 až 18 cm, hovorově zvaný chlupatý mořský zajíc.[16]
- Ekologická katastrofa (tzv. ekocida) se 12. a 13. října 2019 projevila se hromadným úhynem mořské fauny. V této velké laguně došlo k rozkladu odumřelé organické hmoty, který je důsledkem výše popsané dlouhodobé eutrofizace. Způsobil v severní části povodí Mar Menor fenomén anoxie, tj. nedostatku kyslíku, v jehož důsledku voda na břeh vyplavuje tisíce uhynulých ryb a korýšů. Tato tragická epizoda se opakovala na konci srpna 2021 v dalších oblastech laguny.

### Manifest SOS Mar Menor
Dne 30. října 2019 zaplnila ulice Cartageny demonstrace skupin obyvatel (obyvatelé okolí laguny, ekologové, rybáři a různé další zájmové skupiny), které se zúčastnilo přibližně 55 000 lidí (odhad CNP), kteří dorazili před regionální parlament, kde přečetli manifest požadujících změnu směrem k udržitelnému zemědělství a urbanismu a účinnou ochranu ze strany příslušných orgánů (regionálních, místních i národních). Ve stejných dnech profesor Gilabert z Polytechnické univerzity v Cartageně a člen vědeckého poradního orgánu regionální vlády, varoval, že nově povolená hnojiva (dusičnany) po výskytu odtržené cyklony (DANA) v polovině září 2019 v oblasti vyvolají zvýšení hladiny zákalu v důsledku růstu mikrořas. Tím byla zahájena další etapa znečištění, od roku 2016 nazývaná „zelená polévka“. Tentokrát by byla však situace pro faunu a mořské trávy horší než v roce 2016. Tedy s těžko předvídatelnými, ale v žádném případě pozitivními důsledky v krátkodobém a střednědobém horizontu.

## Vodní rostliny

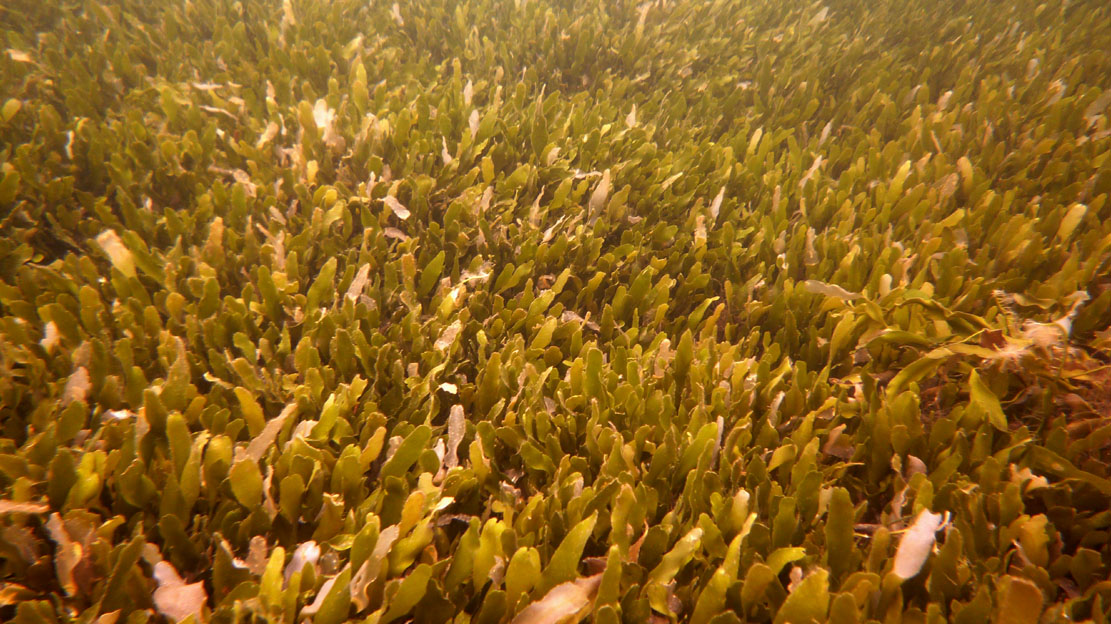
lazucha

- lazucha
- Cymodocea nodosa
- žabí vlas v důsledku nadměrného použití dusičnanů a fosforečnanů nebo nadměrného množství amoniaku.

## Zvířata a vodní živočichové
- medúzy
  - kořenoústka hrbolatá
  - kořenoústka plicnatá
  - talířovka ušatá
- mlži
  - kyjovka šupinatá
- hlavonožci
  - sépie obecná
- členovci
  - krevety
- ryby
  - koníček mořský
  - úhoř říční
  - gavún štíhlý
  - mořan zlatý
  - halančíkovec iberský
  - hrouzek obecný
  - hlaváč černý
  - mořčák evropský
  - cípal hlavatý
  - mořan ryjící
  - očnatec obecný

### Ryby
Druhy lovené při profesionálním rybolovu jsou:
- sardel obecná
- úhoř říční
- mořan světlopruhý
- gavún štíhlý
- gavún středomořský
- hlaváč průsvitný
- mořan zlatý
- jazyk obecný
- jazyk senegalský
- cípal hlavatý
- mořčák evropský
- mořan ryjící
- parmice nachová
- krevety
- krab modrý